# Campsiura camarunica
Campsiura camarunica är en skalbaggsart som beskrevs av Hermann Julius Kolbe 1892. Campsiura camarunica ingår i släktet Campsiura och familjen Cetoniidae. Inga underarter finns listade.